# Пантелерия
Пантелерия (на италиански: Pantelleria, на сицилиански: Pantiddirìa, Пантидирѝя) е италиански град, община и остров в Средиземно море.
Заедно с околните скали образува общината Пантелерия със 7736 жители (на 1 януари 2009) в сицилианската провинция Трапани.
Вулканичният остров се намира на 70 км източно от Тунис и около 100 км от Сицилия на Сицилианския пролив (итал. Canale di Sicilia; фр. Cap Bon Channel).
Има площ от около 83 км², при максимална дължина 14 км и 8 км ширина. Климатът е субтропически.
Дели се на 25 квартала и неселени места (frazioni):
Balata dei Turchi, Buccuram, Bugeber, Campobello, Contrada Venedise, Cufurá, Gadir, Garitte Karuscia, Kamma, Karuscia, Khaddiuggia, Khamma di Fuori, Madonna delle Grazie, Martingana, Reckhale, San Michele, Santa Chiara, San Vito, Scauri, Scauri Basso, Sciuvechi, Sibà, Sopra Gadir, Tracino und Villaggio Tre Pietre.
Древното му име при финикийците e Хиранин (Hiranin), картагенците го наричат Косира (Cossyra). Името Пантелерия произлиза от арабски и означава „дъщеря на ветровете“ (‏بنت الأرياح‎ / Bint al-aryāḥ).
Пантелерия e вероятно островът на Калипсо.